# Slakmolen
De Slakmolen of Kasteelmolen is een watermolen op de Slakbeek, in Elsloo (gemeente Stein). Deze korenmolen is een bovenslagmolen die vroeger behoorde bij het kasteel Elsloo.

## Geschiedenis
In 1553 gaf de toenmalige Heer van Elsloo opdracht tot de bouw van deze molen, als vervanger van zijn andere twee molens, de Scharrenmolen en de Materbergmolen. Doordat de Maas haar loop verlegde, werden zowel het oude kasteel als een van de vroegere molens, de Scharmolen, bedreigd. De Scharrenmolen werd in 1576 door Spaanse troepen vernield en de Materbergmolen raakte in verval.
In 1713 werd de Slakmolen geheel vernieuwd. De banmolen vormde een belangrijke bron van inkomsten voor de Heer van Elsloo. In de Franse Tijd kwam de molen in particuliere handen.
Uit een registratie uit 1851 valt op te maken dat het bovenslagrad een middellijn van 5,14 m en een breedte van 0,61 m had. Naderhand werd het gaandewerk vervangen door een geheel uit ijzer vervaardigd exemplaar, dat drie maalkoppels aandreef. Hiervoor is de breedte van het waterrad tot 1,06 m vergroot.
De slakmolen bleef tot 1924 in bedrijf en raakte daarna in verval. Toen in de jaren 1984-1986 de kasteelgebouwen werden gerestaureerd, kwam ook de molenrestauratie tot stand. In 1988 werd begonnen met de restauratie, waarbij ook de molenvijver opnieuw werd aangelegd.
In de Slakmolen bevinden zich drie koppel maalstenen: 1 koppel 16der kunststenen, 1 koppel 16der blauwe stenen en 1 koppel 16der Franse stenen.

## Huidige functie
De molen is eigendom van de gemeente Stein en is van maart tot september 2 dagen per maand te bezoeken; de rest van het jaar eenmaal per maand.

## Zie ook

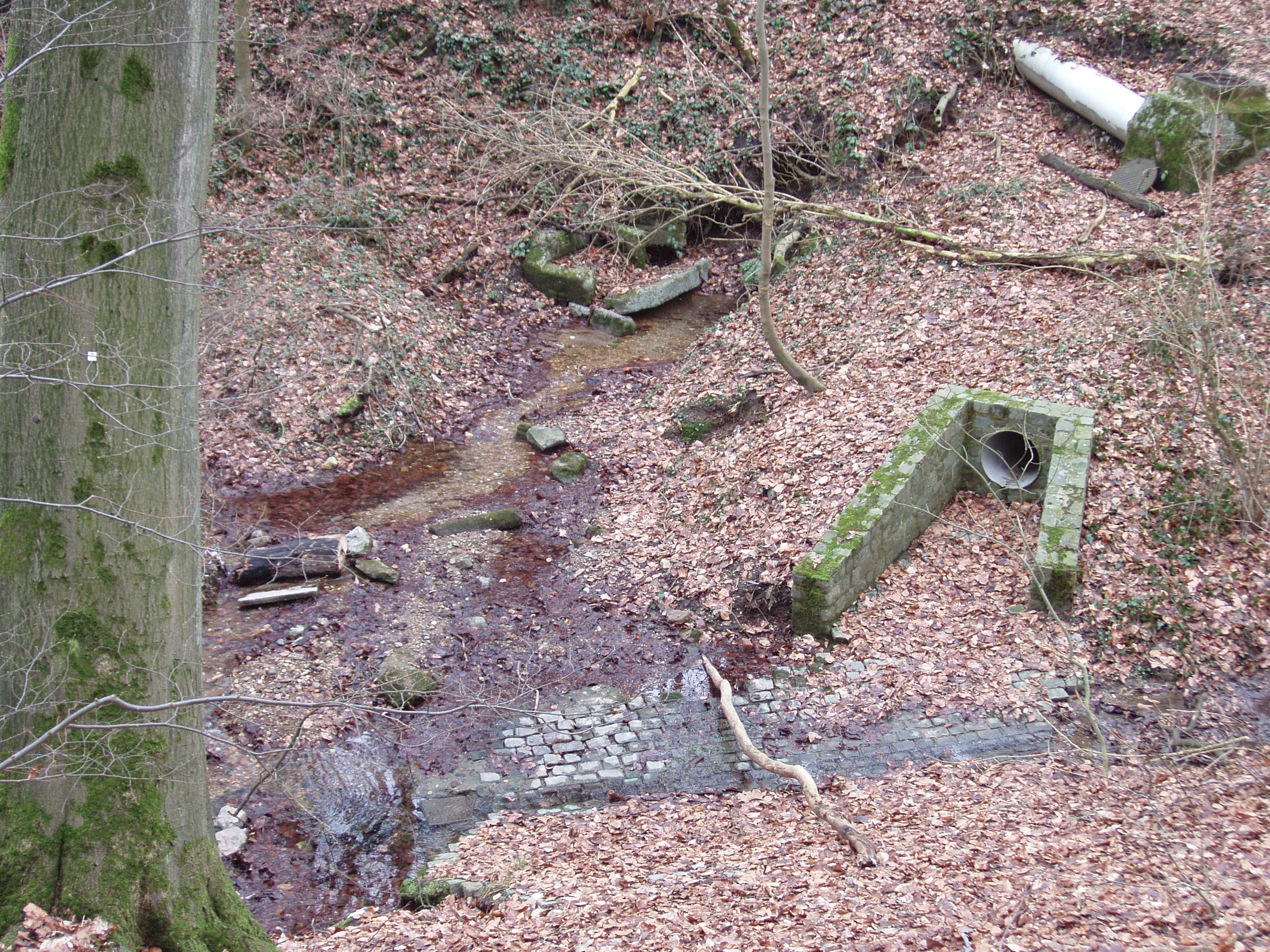
Bron van de Slakbeek die de Slakmolen voedt
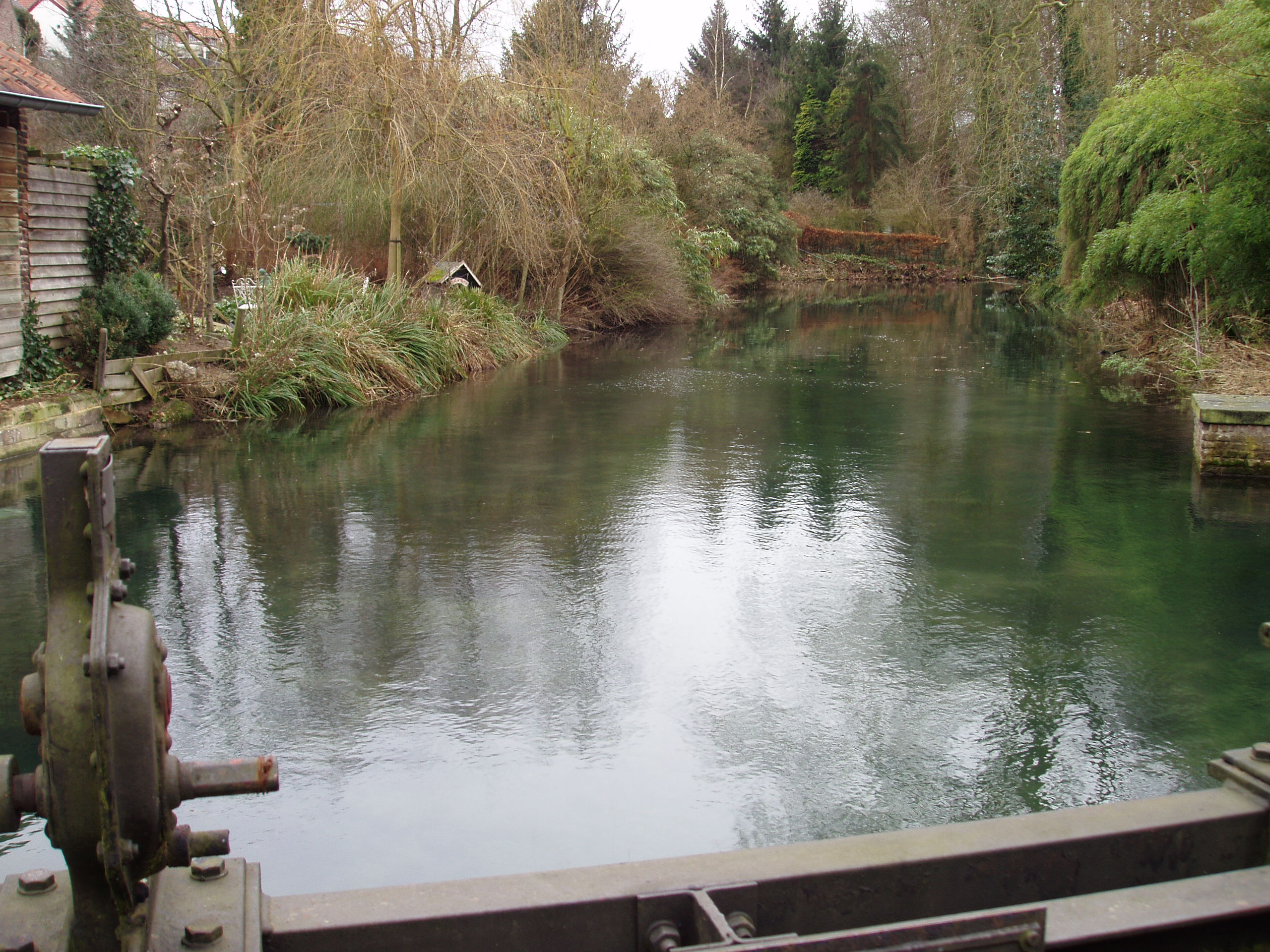
De molenvijver
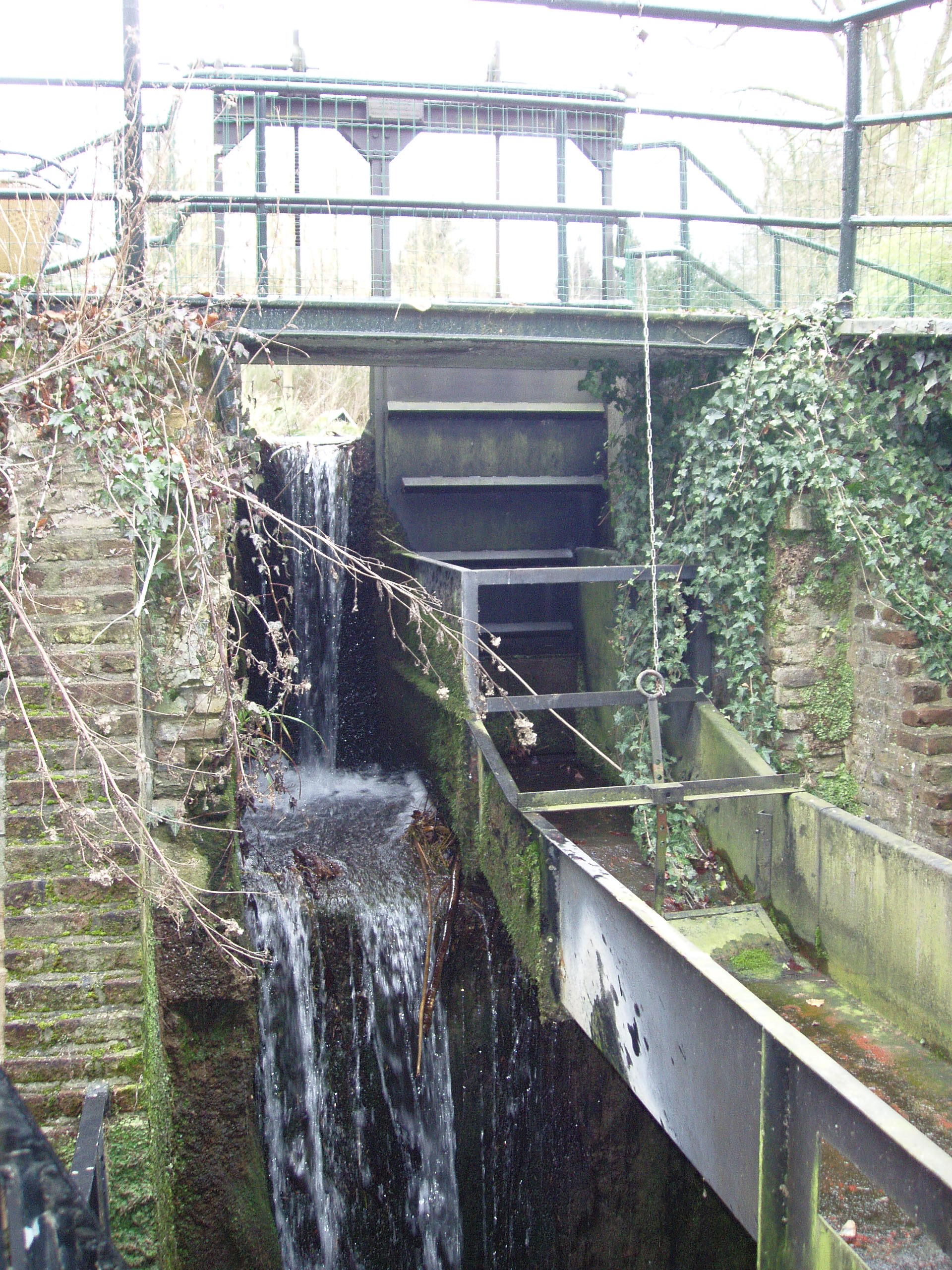
Wateraanvoer
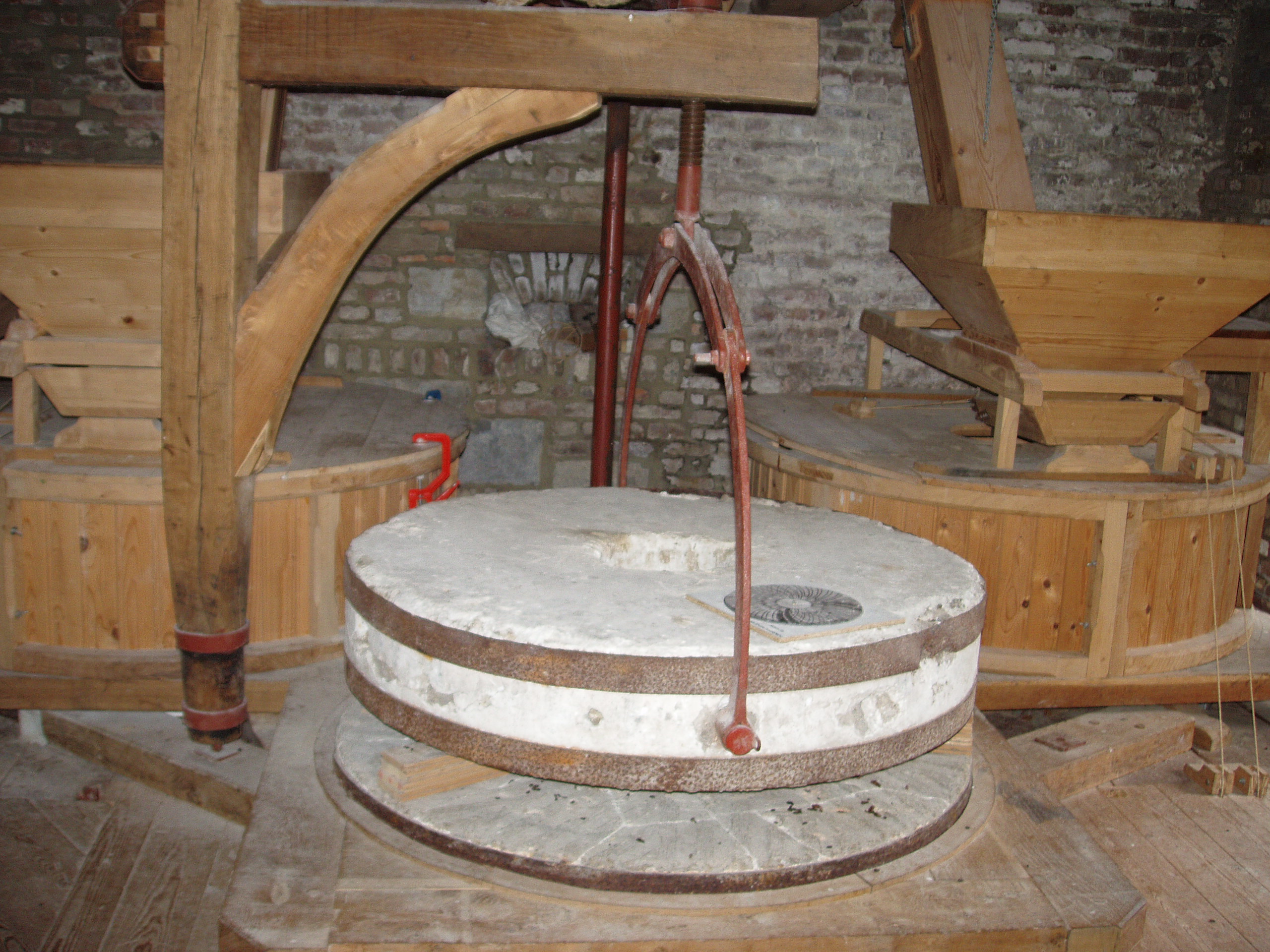
Het binnenwerk